# Trois Cafés gourmands
Trois Cafés gourmands és un grup de música francès creat el 2013 per part de Mylène Madrias, Sébastien Gourseyrol i Jérémy Pauly. Després de triomfar a nivell regional durant els seus primers anys, van aconseguir ressò a nivell estatal gràcies a la cançó À nos souvenirs l'any 2018. El seu àlbum, Un air de rien, va arribar al número 1 de les llistes de vendes de França.

## Biografia
Mylène Madrias, Sébastien Gourseyrol i Jérémy Pauly es van conèixer de joves al municipi d'Arnac e Pompador. Mylène cantava des de petita i, amb el temps, Jérémy va començar a acompanyar-la a la guitarra en diverses festes familiars. Quan ja acabava la seva adolescència, Sébastien se'ls va unir, també tocant la guitarra, formant un trio que va començar a tocar en diversos concerts locals, com al festival rural de Concèze. Després del batxillerat, les seves vides es van separar: Sébastien es va convertir en professor de matemàtiques, (primer a París, després a Llemotges) Jérémy es va convertir en enginyer, i Mylène va fer estudis artístics a Cours Florent.
El 2012, Sébastien va escriure la seva primera lletra, À nos souvenirs, a més de començar a escriure altres cançons, que aniria ensenyant als seus dos amics de la infància. La idea de formar un trio, cantant cançons originals, es va anar obrint pas. El mateix 2012 el grup comença a tocar en directe en alguns locals, sense tenir encara un nom concret, fins que a finals d'any van prendre el nom, sorgit a proposta d'un espectador.
A partir del juny de 2013, els concerts realitzats pel grup durant l'estiu, ara ja amb el nom definitiu, van permetre que el grup fos conegut al departament de Corresa.
Durant l'estiu següent van seguir realitzant concerts. El grup va participar en el concurs "Tremplin jeunes talents", on no va aconseguir guanyar, al municipi de Briva. L'agost de 2014 es va publicar un primer article a la premsa regional sobre ells. En aquell moment, Mylène es va convertir en cantant professional a temps complet, mentre que Sébastien i Jérémy van seguir amb els seus treballs respectius. El novembre següent, no obstant, el grup va enregistrar el seu primer CD autoproduït, Des'illusions à l'Aube, on van enregistrar les seves cançons originals, entre les que es trobava una primera versió de À nos souvenirs.
El desembre de 2015 van enregistrar el seu segon àlbum, Deuxième torréfaction, amb el suport de la pàgina web de crowdfounding KissKissBankBank. Aquest CD va incloure, per primera vegada, la cançó Ainsi va la vie !.

## Discografia
Si no s'indica el contrari, les fonts es troben a les bases de SACEM i Spotify.
| • Dés'illusions à l'aube (CD) (2014) |
| ------------------------------------ |
| (auto-produït) Plantilla:Pistes      |

| • Deuxième torréfaction (CD) (2015)              |
| ------------------------------------------------ |
| (auto-produït KissKissBankBank) Plantilla:Pistes |

| • Trois Cafés goumands (LP) (2017)                                           |
| ---------------------------------------------------------------------------- |
| (auto production) Direction musicale de Jean-Jacques Dumas. Plantilla:Pistes |

| • Un air de rien (CD) (2018) |
| ---------------------------- |
| (Play Two) Plantilla:Pistes  |

| • Un air de rien (CD version collector) (2018) |
| ---------------------------------------------- |
| (Play Two) Plantilla:Pistes                    |

## Videoclips
- Novembre de 2016: clip de Ainsi va la vie!, realitzat per Manuel Darrault.
- Juliol de 2017: clip de À nos souvenirs, enregistrat a Perpesac lo Blanc; realitzat per Manuel Darrault.[9]

## Premis
- Setembre de 2016: guanyadors del concurs de joves talents de Crédit agricole.[7]
- Novembre de 2016: favorit del jurat (presidit per Michael Jones) del concurs de joves talents al Zénith de Limoges.[7]
- Desembre de 2017: la cançó À nos souvenirs és nomenada la 12a millor cançó de l'any per la cadena Virgin Radio.[10]